# Erich Schuppan
Erich Friedrich Wilhelm Schuppan (* 23. März 1915 in Eberswalde; † 3. September 2006 ebenda) war ein deutscher evangelischer Pfarrer.

## Leben
Nach dem Abitur an der Oberrealschule (1935) studierte Schuppan zunächst an der Friedrich-Wilhelms-Universität in Berlin. Wegen seiner Kontakte zur illegalen Kirchlichen Hochschule der Bekennenden Kirche wurde er relegiert und wechselte zur Kirchlichen Hochschule. Er wurde 1941  ordiniert und arbeitete bis 1945 als Seelsorger der Bekennenden Kirche in der Nervenheilanstalt Eberswalde. Seine Tätigkeit brachte ihn in weitere Konflikte mit dem Nationalsozialismus und er und seine Frau wurden von der Gestapo vernommen. Nach dem Kriegsende engagierte er sich als Pfarrer für die Flüchtlinge, u. a. durch die Einrichtung einer Bahnhofsmission in Eberswalde. Er wurde 1961 zum Superintendenten des Kirchenkreises Eberswalde und 1978 zum Generalsuperintendenten des Sprengels Eberswalde berufen. Im Jahr 1983 wurde Schuppan in den Ruhestand verabschiedet.
Schuppan war Mitglied der Ost-CDU, trat aber nach der Absetzung Jakob Kaisers 1947 wieder aus.
Im Ruhestand beteiligte er sich an der Ausbildung von Diakonen und Pfarrern in Berlin und Potsdam. Die Kirchenleitung beauftragte ihn 1986 mit der Leitung einer Arbeitsgruppe zum Kirchenkampf, um die Zeit des Nationalsozialismus für die Evangelische Kirche in Berlin-Brandenburg aufzuarbeiten. Die Ergebnisse dieser Arbeitsgruppe und anderer Forschungen sind in mehreren Büchern publiziert, die er herausgab.

## Ehrungen
Im Jahr 1995 wurde Schuppan zum Ehrenbürger der Stadt Eberswalde ernannt und 2001 ihm das Bundesverdienstkreuz 1. Klasse verliehen.
Am 13. Mai 2007 wurde eine Straße direkt an der Maria-Magdalenen-Kirche, seiner ehemaligen Wirkungsstätte in Eberswalde, nach ihm benannt.
Im Frǘhjahr 2009 wurde seine Bibliothek dem Museum der Burg Ziesar übergeben.

## Schriften
- Wider jede Verfälschung des Evangeliums.  Wichern, Berlin 1998, ISBN 978-3-88981-104-2
- Bekenntnis in Not. Wichern, Berlin 2000, ISBN 978-3-88981-117-2
- Sklave in euren Händen. Wichern, Berlin 2003, ISBN 978-3-88981-155-4
- Wider jede Verfälschung des Evangeliums. Wichern, Berlin 1998, ISBN 978-3-88981-104-2
- Vom Kirchenkampf zum Christuskampf. Kirchliches Leben in der östlichen Neumark 1933 bis 1945. Wichern, Berlin 2005, ISBN 978-3-88981-180-6
- Stunde des Gerichts. Der Kampf um kirchliche Autonomie in Berlin-Brandenburg zwischen 1933 und 1945. Wichern, Berlin 2005 ISBN 978-3-88981-179-0